# サバクトビバッタ
サバクトビバッタ（砂漠飛蝗、学名:Schistocerca gregaria、英名: Desert locust）は、バッタ科のバッタ。サバクワタリバッタ、サバクバッタ、エジプトツチイナゴとも。サバクトビバッタは大規模な蝗害（こうがい、野生植物や農作物が喰い荒らされる災害）を引き起こす、世界を代表するワタリバッタ（別称: トビバッタ、locust）の1種として知られている。
ワタリバッタとは、バッタの中でも特に何らかの理由で群れを成して相変異を起こし、広域に飛翔する。サバクトビバッタが孤独相から群生相に相変異すると、黄色に黒色が混じった体色に変化し、体長と比して翅が長くなる。
その名の通り、砂漠および半砂漠地帯に生息しており、地理的にはサハラ砂漠に位置する西アフリカから中東、東南アジアにかけて確認されている。通常時は世界30か国ほど、また大発生時には世界60か国（世界の陸地の20%相当の面積）に渡って生息・飛来すると言われ （2012年時点の情報）、飢餓や貧困の原因の一つになっている。
サバクトビバッタは、『聖書』や『コーラン』にも被害が記載されるほど、古くから恐れられているが、大発生のタイミングは不定期である。国際連合食糧農業機関 (FAO) がサバクトビバッタ対策専門チームを編成しており、被害に苦しむ各国政府や研究機関と連携しながら、発生状況のモニタリングや防除用の殺虫剤の管理・散布トレーニングなどの役割を担っている。しかしながら、相変異を起こすメカニズムなどは完全には把握できていない。また成虫になると1日で100kmを超える飛翔能力を有することから、幼虫のうちの防除が肝要であるが、これが後手に回ると被害が拡大しやすい性質がある。21世紀に入ってからも2003年 - 2005年、および2019年 - 2020年に大発生が確認されている。

## 形態
成虫のオスの体長は40-50mm、メスの体長は50-60mmであり、体重は2g程度。蝗害を起こすバッタの中では大型の部類に入る。前翅は半透明で多数の斑点があり、後翅はほぼ透明で斑点が無い。体色は、成虫になって直後はピンク、しばらくするとバラ色、茶色、オレンジブラウンなどになる。成熟するとオスはくすんだ黄色、メスは明るい黄色になる。
見た目は同じく相変異を起こすトノサマバッタに近いものの、体色の変化以外では孤独相（お互いが離れておとなしく生息するモード）と群生相（群れを成して獰猛化するモード）の差異はトノサマバッタほど明確ではない。

## 生態

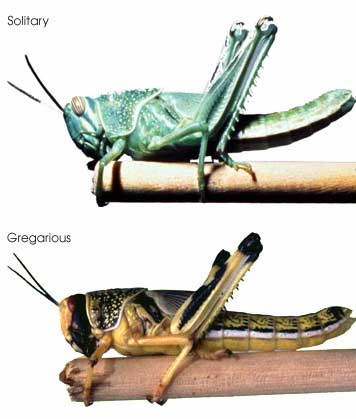
サバクトビバッタ幼虫の相変異
(上) 孤独相、(下) 群生相

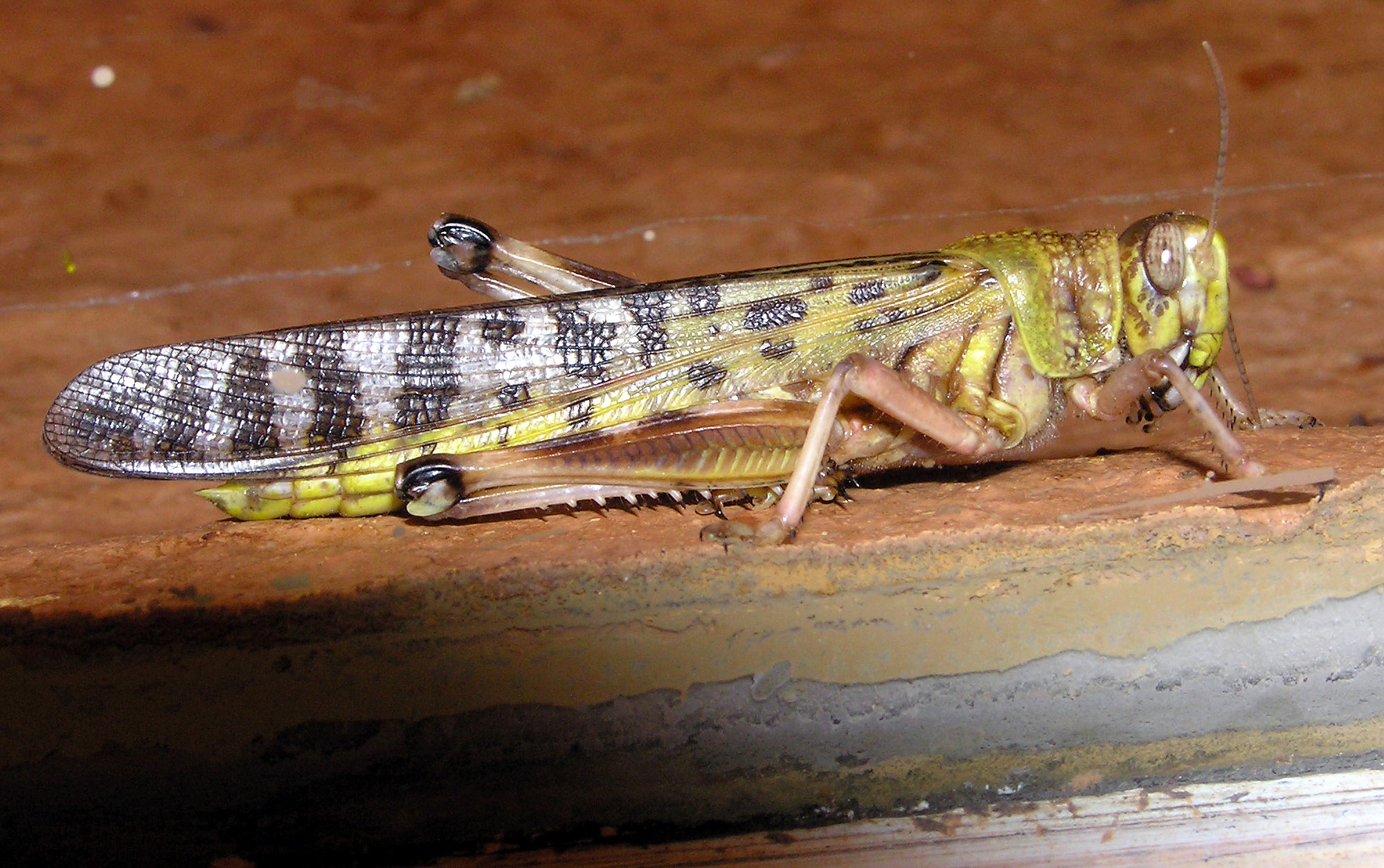
拡大写真

サバクトビバッタの寿命は3-6ヶ月、1年当たりの世代交代回数は2-5回である。雨季になるまで、1匹1匹が別々に暮らしている。雨季になって草が生長すると、雌が草地に卵を産む。卵が孵った時に、草が餌と隠れ家になるためである。
ところが草地が元々少なかったり、降水量が減って草地が減ったりすると、幼虫は残された餌場を求めて集まってくる。このような集団環境で育ったバッタが生む子の体色は、元来の緑ではなく、黄色や黒に変化する。この現象は相変異と呼ばれている。幼虫が成長すると、茶色や赤、黄色になる。また、羽根に比べて体長が短くなる。さらに、互いを引き寄せるフェロモンを放ち、群れを作るようになる。群れは10-16世代にわたって増加を続け、1つの群れは最大で1,200平方キロメートルを移動し、1平方キロメートルあたりに4,000万から8,000万匹が含まれている。
幼虫と成虫ではフェロモンの種類が異なる。幼虫のフェロモンは互いを引き寄せる働きをするが、成虫が出すフェロモンは方向感覚を狂わせる働きがある。そのため、成虫となった群れは2-3日で崩壊し、再び1匹1匹に分かれることがある。なお、この性質を利用した防除策も一部の研究者から20世紀中頃に提唱されていたが、その有効性はFAOで否定されており、実際の現場でも利用されていない。

## 分布
大発生期を除いて、サバクトビバッタの分布はアフリカ大陸のモーリタニアを西端としてサハラ砂漠、アラビア半島、インド北部までの1,600万平方キロメートルに集中している。エチオピア高原北部のティグレ州やエリトリアで生まれた幼虫は、紅海沿岸にゆっくりと移動し成長する。
気象条件と生活環境によっては、群れが世代交代を繰り返しながら移動していくため、北はスペインやロシア、南はナイジェリアやケニア、東はインドや西南アジアにまで達する。群れは、風に乗って移動するため、移動速度は概ね風速に近い。1日あたりの飛行距離は100-200キロメートルである。
到達高度は最高で海抜2,000メートルであり、これ以上は気温が低すぎるため上ることができない。そのため、アトラス山脈、ヒンドゥークシュ山脈（アフガニスタン）、ヒマラヤ山脈を超えて進むことはできない。また、西アフリカ南部や中部アフリカの熱帯雨林や中央ヨーロッパに進む事はない。
一方で、紅海を超えてアフリカ大陸からアラビア半島を移動することが可能である。1987年から1989年にかけての大発生の時には、10日間をかけてアフリカ大陸から大西洋を越えてカリブ海にまで到達している。本来、南アメリカ大陸にはサバクトビバッタは生息しておらず、アフリカ大陸から約4,000kmを無着陸で飛翔したことになる。これは、力尽きて海面に落ちたサバクトビバッタの死骸が筏（いかだ）のような役割を果たし、後続のサバクトビバッタが、死骸の上で休息した可能性が指摘されている。

## 農被害

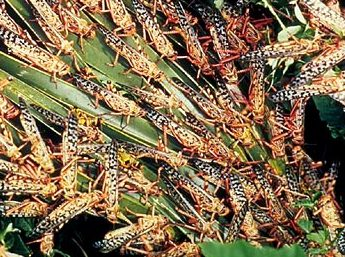
餌を食べるサバクトビバッタ

サバクトビバッタは、毎日自分の体重と同じ量の緑の植物を食べる。部位は葉、花、皮、茎、果実、種と問わない。農作物、非農作物のいずれも食し、農被害としてはトウジンビエ、米、トウモロコシ、モロコシ、サトウキビ、大麦、綿、果樹、ナツメヤシ、野菜、牧草地、アカシア、マツ、バナナなどが多い。さらにはバッタからの排泄物が食べ残した食物を腐らせる。
サバクトビバッタによる農業への被害は、早くも『聖書』『コーラン』に見られる。エチオピア大飢饉に関する古文書にも17世紀の被害が報告されている。20世紀以降では、1926年-1934年、1940年-1948年、1949年-1963年、1967年-1969年、1987年-1989年、2003年-2005年、2020年などの被害が大きい。

## 大規模な蝗害

### 2003-2005年
西アフリカでの2003年10月から2005年5月のサバクトビバッタの大量発生は、農業に大打撃を与え、地域の食糧安全保障に大きな影響を与えた。始めはモーリタニア、マリ、ニジェール、スーダンでそれぞれ独立した小規模の群れが発生した。この後、セネガルのダカールからモロッコの付近で2日間の異常な大雨が降り、それが原因で6ヶ月にわたってサバクトビバッタは急速に増え続けた。群れは移動で拡散し、20ヶ国以上、130,000平方キロメートルが被害を受けた。国際連合食糧農業機関 (FAO)の見積もりによると、この対策費は4億ドル以上、農被害は25億ドルに上った。この被害は2005年前半に降水量が減り、気温が下がることでようやく終結した。

### 2020年
エチオピア、ケニア、ソマリアなどの東アフリカでサバクトビバッタが大量発生し食糧不足が懸念されている。ソマリア政府は「国家の食糧安全保障にとって大きな脅威」として、国家非常事態を宣言した。
2018年にサイクロン・メクヌがアラビア半島のルブアルハリ砂漠に大雨を降らしたことが原因となった。蝗害は2019年6月に始まり2020年になるまで続いた。しかし5月から10月にかけてバッタの群れは個体数、地理的範囲とも安定的に減少し、2020年11月の時点では主にアフリカの角やイエメンで見られる程度になった。

## 対策
2018年時点、サバクトビバッタ駆除の主な方法は殺虫剤であり、地上からの散布機搭載車両、および空中散布機による殺虫剤散布である。殺虫剤は直接散布が主体であるほか、薬剤の付着した植物の摂食によってバッタに摂取される。殺虫剤は人間にも健康被害をおよぼすため、作業者は全身防護服に身を包んで散布作業を実施する。なお、成虫になると長距離を飛翔することから、幼虫のうちに地上で薬剤散布する方が効率性が高い。また空中散布となると、バッタの大群が飛行機のエンジンに絡まって墜落する恐れがあるため、接近しての散布は困難であることから駆除の効率性が落ちる。したがって早期発見・早期防除が肝要であるが、アフリカなどの貧国では紛争や政情不安といった理由から、早期に防除の支援が駆け付けられず、被害拡大の一因となっている。また、サバクトビバッタの野外生態は研究途上のため（2018年時点）、不活発な時間帯の生息分布パターンなどを解析することで、殺虫剤のより効率的な散布方法の研究開発が期待されている。
日本の国際農林水産業研究センターはモーリタニア国立サバクトビバッタ防除センター、フランス国際農業開発センター、メルボルン大学と共同で、サバクトビバッタの体温を研究して行動予測モデルを構築した。
2021年時点ではケニアにおいて、人間や車両からでは届かない樹上などにいる群へのドローンによる殺虫剤散布、スマートフォンからの専用アプリで目撃情報を通報してもらう群の追跡システムといった技術が導入されている。
バッタ対策を担当する主要国際機関は、国連食糧農業機関 (FAO)のサバクバッタ情報サービス部門(Desert Locust Information Service:DLIS)である。DLISはイタリアのローマに置く本部から状況を毎日監視し、バッタ情報ページで情報を提供している。DLISは、影響を受ける国が実施した調査結果を受け取り、この情報を衛星データと組み合わせ、降雨量の推定、季節ごとの気温と降雨量の予測により、現在の状況を評価し、6週間前までに繁殖と移動のタイミング、規模、場所を予測する。状況評価と予測は、1970年代に遡る月刊バッタ速報で公開されているが、1990年代以降のものは、FAOのウェブサイトで入手できる。FAOはまた、影響を受ける国に情報を提供し、駆除のトレーニングを行い、対策資金の配分を行う。

### バッタ情報担当官
DLISはバッタ情報の専門家を養成するプログラムを2000年より開始し、各国から研修生を受け入れている。プログラムに参加する全ての研修生は、国家の指定するバッタ情報担当官でなくてはならない。参加者は多くの場合、自国のサバクトビバッタの調査、報告、管理において数年以上の経験を持つ。